# Новоивановка (Черноморский район)
Новоива́новка (укр. Новоіванівка, крымскотат. Novoivanovka, Новоивановка) — село Черноморского района Республики Крым, центр Новоивановского сельского поселения (согласно административно-территориальному делению Украины — Новоивановского сельсовета Автономной Республики Крым).

## Население
| 2001 | 2014 |
| ---- | ---- |
| 1137 | ↘876 |

Всеукраинская перепись 2001 года показала следующее распределение по носителям языка
| Язык             | Процент |
| ---------------- | ------- |
| русский          | 74.49   |
| украинский       | 17.33   |
| крымскотатарский | 6.07    |
| другие           | 0.36    |

### Динамика численности
| - 1915 год — 141 чел. - 1926 год — 48 чел. - 1974 год — 932 чел. - 1989 год — 1562 чел. | - 2001 год — 1137 чел. - 2009 год — 1057 чел. - 2014 год — 886 чел. |

## География
Новоивановка — село на востоке района, на Тарханкутской возвышенности, высота центра села над уровнем моря — 81 м. Ближайшее село — Дозорное — в 5,5 км на север. Райцентр Черноморское — примерно в 35 километрах (по шоссе), ближайшая железнодорожная станция — Евпатория — около 41 километра. Транспортное сообщение осуществляется по региональным автодорогам от шоссе Черноморское — Евпатория: 35Н-602 Далёкое — Знаменское и 35Н-602 Новоивановка — Ленское (по украинской классификации — С-0-11704 и С-0-11701).

## Современное состояние
На 2016 год в Новоивановке числится 21 улица и 6 «территорий»; на 2009 год, по данным сельсовета, село занимало площадь 43 гектара, на которой в 408 дворах проживало 1057 человек. В селе действуют средняя общеобразовательная школа, детский сад «Барвинок», отделение почты, Дом культуры, библиотека-филиал № 7, АЗС. Село связано автобусным сообщением с райцентром, Евпаторией, Симферополем и соседними населёнными пунктами.

## История
Поселение Ново-Ивановка, судя по доступным источникам, было основано крымскими немцами на территории Кунанской волости Евпаторийского уезда в начале XX века. На 1914 год в селении действовала лютеранская школа грамотности. По Статистическому справочнику Таврической губернии. Ч.II-я. Статистический очерк, выпуск пятый Евпаторийский уезд, 1915 год, в деревне Ново-Ивановка Кунанской волости Евпаторийского уезда числилось 24 двора (1 двор с землёй, 23 — безземельные) с немецким населением без приписных жителей, но со 141 — «посторонним», из которых 71 мужчина и 70 женщин. Жители владели 2000 десятинами удобной земли. В хозяйствах имелось 140 лошадей, 200 волов, 20 коров и 2400 голов мелкого скота.
После установления в Крыму Советской власти, по постановлению Крымревкома от 8 января 1921 года № 206 «Об изменении административных границ» была упразднена волостная система и образован Евпаторийский уезд, в котором создан Ак-Мечетский район и село вошло в его состав, а в 1922 году уезды получили название округов. 11 октября 1923 года, согласно постановлению ВЦИК, в административное деление Крымской АССР были внесены изменения, в результате которых округа были отменены, Ак-Мечетский район упразднён и село вошло в состав Евпаторийского района. Согласно Списку населённых пунктов Крымской АССР по Всесоюзной переписи 17 декабря 1926 года, в селе Ново-Ивановка, Ак-Коджинского сельсовета Евпаторийского района, числилось 11 дворов, все крестьянские, население составляло 48 человек, из них 32 русских и 16 немцев. Согласно постановлению КрымЦИКа от 30 октября 1930 года «О реорганизации сети районов Крымской АССР», был восстановлен Ак-Мечетский район (по другим данным 15 сентября 1931 года) и село вновь включили в его состав.
Известно, что в 1931 году на территории современной Новоивановки был основан совхоз «Каракуль» с преобладающим немецким населением: в селе было 25 немцев и человек 5 русских. При этом, на километровой карте Генштаба Красной армии 1941 года, составленной по более ранним источникам, никакого поселения на месте села ещё не обозначено. Название же Ново-Ивановка, как второе, носило село Алдермен, располагавшееся в 3,5 километрах северо-восточнее. На более «современной» карте — 5-ти километровке 1938 года Ново-Ивановка уже на «своём» месте, а на двухкилометровке 1942 года обозначен совхоз Каракуль. Вскоре после начала Великой Отечественной войны, 18 августа 1941 года крымские немцы были выселены, сначала в Ставропольский край, а затем в Сибирь и северный Казахстан.
С 25 июня 1946 года Ново-Ивановка в составе Крымской области РСФСР. 26 апреля 1954 года Крымская область была передана из состава РСФСР в состав УССР. С начала 1950-х годов, в ходе второй волны переселения (в свете постановления № ГОКО-6372с «О переселении колхозников в районы Крыма»), в Черноморский район приезжали переселенцы из различных областей Украины. Видимо, в послевоенное время, поскольку сёла опустели, название Ново-Ивановка было «перенесено» на центральную усадьбу совхоза. С 1959 года Новоивановка — центр сельсовета, в 1968 году совхоз «Каракуль» преобразован в птицефабрику «Донузлавская». По данным переписи 1989 года в селе проживало 1562 человека. С 12 февраля 1991 года село в восстановленной Крымской АССР, 26 февраля 1992 года переименованной в Автономную Республику Крым. С 21 марта 2014 года в составе Крыма аннексирована Россией.